# Leonardo Soares Conceição
Leonardo Soares Conceição, noto semplicemente come Leo (Pelotas, 14 luglio 1980), è un ex giocatore di calcio a 5 brasiliano naturalizzato portoghese.

## Carriera
Giocatore duttile, che poteva essere schierato sia come laterale sia come ultimo, Leo ha giocato nei campionati di Brasile, Spagna e Belgio. Le stagioni migliori le ha trascorse nell'Action 21 con cui ha vinto tre campionati, altrettante supercoppe e una coppa nazionale. A livello continentale ha raggiunto inoltre con i belgi la finale di Coppa UEFA 2001-02 e Coppa UEFA 2002-03, perse entrambe contro il Playas de Castellón. In possesso della doppia cittadinanza, ha debuttato con la nazionale portoghese il 23 settembre 2003; con i lusitani ha preso parte alla Coppa del Mondo 2004 e al campionato europeo 2005.

## Palmarès
- Campionato belga: 3
Action21: 2001-02, 2002-03, 2003-04